# Castel C-242
Dimensions
Le Castel C-242  est un planeur d'entraînement biplace monoplan à aile haute  construit au début des années 1940 en France. C'est une version améliorée du Castel C-24

## Histoire
En 1939 une commande de 10 Castel C-24S est passée. Confirmée par les autorités de Vichy pour une nouvelle version C-242 la construction du premier exemplaire commence en 1941 au "Parc-Atelier Central de Castelnaudary". Il fait son premier vol le 11 décembre 1941.

## Conception
La place arrière, celle du moniteur, se trouve au centre de gravité. On y accède grâce à une porte sous l'aile gauche. La place avant est protégée par une verrière en plusieurs panneaux. L'aile est en flèche de 2.5° pour avancer le centrage.
Son atterrisseur est constitué d'un patin complété par un B.O. largable à deux roues et une béquille de queue.